# Chandauli (huyện)
Huyện Chandauli là một huyện thuộc bang Uttar Pradesh, Ấn Độ. Thủ phủ huyện Chandauli đóng ở Chandauli. Huyện Chandauli có diện tích 2554 ki lô mét vuông. Đến thời điểm năm 2001, huyện Chandauli có dân số 1639777 người.